# الکساندر اسکلیار
الکساندر اسکلیار (به انگلیسی: Alexandr Sklyar) (زادهٔ ۱۸ مهٔ ۱۹۸۸) شناگر اهل قزاقستان است.